# 1836 Комаров
1836 Комаров (1836 Komarov) — астероїд головного поясу, відкритий 26 липня 1971 року.
Тіссеранів параметр щодо Юпітера — 3,294.